# Mercedes Cup 2017
La Mercedes Cup 2017 è stato un torneo maschile di tennis giocato sull'erba. È stata la 40ª edizione della Mercedes Cup, che ha fatto parte della categoria ATP World Tour 250 series nell'ambito dell'ATP World Tour 2017. Il torneo si è giocato al Tennis Club Weissenhof di Stoccarda, in Germania, dal 12 al 18 giugno 2017.

## Partecipanti

### Teste di serie
| Nazionalità | Giocatrice      | Ranking* | Testa di serie |
| ----------- | --------------- | -------- | -------------- |
| Svizzera    | Roger Federer   | 5        | 1              |
| Bulgaria    | Grigor Dimitrov | 13       | 2              |
| Rep. Ceca   | Tomáš Berdych   | 14       | 3              |
| Francia     | Lucas Pouille   | 17       | 4              |
| Stati Uniti | Steve Johnson   | 26       | 5              |
| Germania    | Miša Zverev     | 31       | 6              |
| Francia     | Gilles Simon    | 32       | 7              |
| Serbia      | Viktor Troicki  | 35       | 8              |

* Ranking al 29 Maggio 2017.

### Altri partecipanti
I seguenti giocatori hanno ricevuto una wild card per il tabellone principale:
- Tommy Haas
- Maximilian Marterer
- Lucas Pouille

Il seguente giocatore è entrato in tabellone col ranking protetto:
- Jerzy Janowicz

I seguenti giocatori sono passati dalle qualificazioni:

- Lukáš Lacko
- Peter Gojowczyk
- Yannick Hanfmann
- Márton Fucsovics

## Campioni

### Singolare
Lucas Pouille ha sconfitto in finale  Feliciano López con il punteggio di 4–6, 7–6(5), 6–4.
- È il terzo titolo in carriera per Pouille, secondo della stagione.

### Doppio
Jamie Murray /  Bruno Soares hanno sconfitto in finale  Oliver Marach /  Mate Pavić con il punteggio di 6(4)–7, 7–5, [10–5].